# Allium meikleanum
Allium meikleanum — вид рослин з родини амарилісових (Amaryllidaceae); ендемік Кіпру.

## Опис
Цибулина яйцювата, одиночна, 10–15 × 8–12 мм; зовнішня оболонка коричнева. Стебло прямовисне, висотою 8–16 см, вкрите листовими піхвами 1/2–2/3 довжини. Листків 3–4, ниткоподібні, субциліндричні, довжиною 5–15 см, майже голі або волосисті. Суцвіття з 4–12 квітками на квітконіжках довжиною 1–4 см. Оцвітина довжиною 4–5 мм; листочки оцвітини рожево-білі, з пурпуровою середньою жилкою. Тичинки з білими нитками, пиляки біло-солом'яного кольору. Коробочка триклапанна, субкуляста, 3.5–3.6 × 3.5–3.7 мм. 2n = 14.

## Поширення
Ендемік Кіпру.
Цей вид обмежений центральною рівниною та передгір'ями гори Пентадактилос (частина гірського ланцюга Киренія) та східними схилами гірського хребта Троодос на Кіпрі, на 50–500 м н.р.м. Росте на ефемерних луках і рідко в чагарникових громадах поряд із солончаками.

## Загрози й охорона
Основними загрозами є урбанізація та активізація сільськогосподарської практики.
Три місця знаходяться в межах трьох ділянок Natura 2000 на острові.